# Proteopsis argentea
Proteopsis argentea là một loài thực vật có hoa trong họ Cúc. Loài này được Mart. & Zucc. ex Sch.Bip. miêu tả khoa học đầu tiên năm 1863.